# Джугджурлаг
Джугджу́рский исправи́тельно-трудово́й ла́герь (Джугджурла́г) — подразделение, действовавшее в структуре Главного управления исправительно-трудовых лагерей (ГУЛАГ).

## История
Джугджурлаг был организован 7 июня 1947 года. Управление Джугджурлага располагалось в Якутске. В оперативном командовании он подчинялся сначала Управлению исправительно-трудовых лагерей и колоний МВД Якутской АССР а после реформирования правоохранительной системы СССР вошёл в структуру ГУЛАГ Министерства юстиции СССР.
Максимальное единовременное количество заключённых достигало 2 тыс. человек.
Джугджурлаг был закрыт 29 апреля 1953 года.

## Производство
Основным видом производственной деятельности заключённых были горные работы по добыче золота, геологоразведочные, строительные работы.

## Начальники лагеря
- В. А. Собко (1947-1948)
- В. В. Подгаевский (1948-1952)
- И. Т. Киреев (1953)